# Мацапура Дмитро Сергійович
Дмитро Сергійович Мацапура (нар. 10 березня 2000) — український футболіст, воротар клубу «Зоря» (Луганськ).

## Клубна кар'єра
Вихованець футбольної школи «Металіста» (Харків). Після розпуску команди перейшов до молодіжної команди луганської «Зорі».
Влітку 2020 року усі троє голкіперів «Зорі» — Заурі Махарадзе, Микита Шевченко і Нікола Васіль — виявились травмованими і головний тренер луганців Віктор Скрипник змушений був перевести Мацапуру до першої команди. У матчі 29-го туру Прем'єр-ліги проти «Олександрії» 20-річний голкіпер дебютував на дорослому рівні, двічі пропустивши (з гри і з пенальті), а сам поєдинок закінчився нічиєю 2:2.